# Eldrund
Eldrund är en visitation som genomförs kvällstid ombord på örlogsfartyg.

## Historisk bakgrund
I äldre tider var eldrunden en del av fartygets brandskydd. Syftet var att inför natten kontrollera att alla levande ljus och fotogenlampor släckts samt att brandfarligt material, skräp och dylikt inte hotade brandsäkerheten ombord. Detta var särskilt viktigt under segelfartygens tid, eftersom de var byggda i trä och saknade effektiv brandsläckningsmateriel. Eldrunden förrättades av sekonden och föregicks av ordern "Kom bort, kom väck. Kom på put, kom på däck". Innebörden var att manskapet antingen skulle ligga nedbäddade i sina kojer eller vara uppställda utanför sina förläggningar när sekonden genomförde sin visitation.

## Sverige
Ombord på fartyg i den svenska flottan förrättas eldrund dagligen klockan 21:00 av vakthavande officer. Idag är syftet att inspektera ordningen i fartyget.